# Рудный
Ру́дный (каз. Рудный / Rudnyi) — город на реке Тобол в Костанайской области Казахстана. Возник в 1957 году в связи с освоением железорудного месторождения и строительством Соколовско-Сарбайского горно-обогатительного комбината.

## Название
Первоначально Рудный — название посёлка строителей треста «Соколоврудстрой». Позже горняки стали его называть Рудногорском. После построения палаточного городка было предложено называться Семидесятипалатинском. В официальных бумагах название населённого пункта менялось много раз.
Трудно сказать, что лежит в основе названия любого населенного пункта: чаще что-то очень характерное для него; реже — вмешивается случай. Нашему городу выпало и то, и другое. Вот как об этом рассказывает первый главный инженер треста «Соколоврудстрой» В. И. Буреш: «Поселок, который начали возводить на месте будущего города, мы, строители, назвали Рудный». И так стали писать во всех документах. Комбинатовские же товарищи, тоже сами по себе, назвали его Рудногорском, и тоже так обозначали в своих бумагах. В первой половине 1955 года директор строящегося предприятия — так тогда называли комбинат — Н. Ф. Сандригайло и наш управляющий трестом Я. М. Гиммельфард где-то месяца четыре находились в Москве и в Алма-Ате по делам строительства комбината и города. За них на месте остались мы — главные инженеры. Подготовим, бывало, общее письмо в какую-нибудь инстанцию, поставим в нём дату и свой адрес «Поселок Рудный, Кустанайская область»; понесли на подпись главному инженеру ССГОКа Канделю. Он зачеркнет «Поселок Рудный» и напишет своё — «Поселок Рудногорск» и всегда при этом скажет: «Так будет оптимистичнее!»

Когда бумагу готовили комбинатовцы, то трестовцы зачеркивали «Поселок Рудногорск» и писали своё — «Поселок Рудный». Строителям такое название казалось более оригинальным и существенным: ведь ради руды, собственно, и затевалось такое грандиозное строительство.
Трудно сказать, как долго продолжалась бы эта «война», если бы не приезд на стройку специального корреспондента журнала «Огонек» В. М. Полынина. Он осмотрел карьер, поселок геологов Павловский и Комсомольский, подробно ознакомился со строительством ССГОКа и началом строительства города, много времени провел с первостроителями…
Статья В. М. Полынина появившаяся в четырнадцатом номере «Огонька» (1955 г.) называлась «Новосёлы Рудного». Она-то и подвела черту под «войной» по выбору названия. В статье есть такие слова: «Этого города нет на карте, он даже не зарегистрирован в официальных списках, у него ещё нет названия, но пионеры новой Магнитки считают, что самое подходящее ему имя — город Рудный!»
Вот так — с легкой руки Полынина и полетели на стройку письма со всех концов Советского Союза, на которых стоял адрес — город Рудный!
Когда стали готовить документы на получение новостройки статуса рабочего поселка, спор снова возобновился. Как раз в это время Н. Ф. Сандригайло вызвали к директору Магнитогорского комбината. Уже собираясь в дорогу, он отдал последние распоряжения и советы. И вдруг спросил: «Как всё-таки назовем рабочий поселок? Наверное потом также будет называться и город!»
— Так ведь ему уже и название дали, и статус города — Рудный. Со всей страны сыпятся письма в наш город. Выходит, народ уже решил этот вопрос, чего нам над ним голову ломать, — сказал В. К. Лютиков, один из семи первых сотрудников ССГОКа, начальник планового отдела.
— Ну что же! — произнес Н. Ф. Сандригайло, — Решил, так решил. Так и будем предлагать облисполкому и Верховному Совету Казахстана.
Это предложение Президиум Верховного Совета Казахской ССР поддержал и в августе 1956 года издал указ, в котором говорилось: отнести к категории рабочих поселков населенный пункт при строительстве Соколовско-Сарбайского горно-обогатительного комбината Кустанайского района Кустанайской области, присвоив ему наименование: рабочий поселок Рудный. Внести в черту рабочего поселка Рудного населенный пункт Комсомольский.

## Климат
Климат резко континентальный, с ярко выраженным чередованием четырёх времен года. Зимой в течение недели температура воздуха достигает отметки -25..-40 °C. Летом в течение двух недель до 40 °C.
| Показатель              | Янв. | Фев.  | Март | Апр. | Май  | Июнь | Июль | Авг. | Сен. | Окт. | Нояб. | Дек.  | Год |
| ----------------------- | ---- | ----- | ---- | ---- | ---- | ---- | ---- | ---- | ---- | ---- | ----- | ----- | --- |
| Средняя температура, °C | −16  | −15,3 | −7,9 | 5,6  | 13,6 | 19,1 | 21   | 17,8 | 12,1 | 2,7  | −5,5  | −12,7 | 2,8 |
| Норма осадков, мм       | 17   | 13    | 15   | 23   | 27   | 37   | 56   | 35   | 27   | 28   | 24    | 20    | 322 |

## История

### История города
18 февраля 1949 года лётчик геологоразведочной экспедиции, Михаил Григорьевич Сургутанов, пролетая над урочищем «Сарбай», обратил внимание на странное поведение компаса. Был признан первооткрывателем Сарбайского железорудного месторождения и в 1957 году награждён Ленинской премией. Через несколько месяцев к магнитной аномалии прибыли геологи и географы. Так же было открыто Соколовское месторождение железных руд. 
Летом 1954 года правительством было издано постановление о начале строительства комбината и города при нём.
В мае 1955 года прибыли первые строители. Горняки, геологи и строители первое время размещались в посёлке Комсомольск. Дополнительно были установлены палатки, а также построены временные сборно-щитовые дома.
Уже в 1955 году по комсомольским путёвкам прибыли на Большой Тургай первые 4 тысячи человек. Самый большой палаточный городок находился в районе кинотеатра «ВЛКСМ». Он состоял из семидесяти палаток, поэтому и вошёл в историю как Семидесятипалатинск. Другие палаточные городки находились на месте 39-го квартала, около посёлка Комсомольский, в районе хлебозавода, жили новосёлы более чем в 200 палатках — по 20 человек в каждой. Палаточные городки имели свои улицы, название которых говорили сами за себя и которые до сих пор есть в городе: Строительная, Пионерская, Комсомольская, Украинская, Киевская и другие.
Будущий город заложили в 3 километрах от Алексеевки. Первый генеральный план был разработан в 1953 году и был рассчитан на 22 тысячи человек. Но уже в 1954 году этот план был пересмотрен, численность населения увеличена до 30 тысяч человек.
Летом 1956 года Президиум Верховного Совета Казахской ССР постановил придать Рудному статус рабочего посёлка. Также в черту рабочего посёлка был внесён населённый пункт Комсомольский.
30 августа 1957 года рабочий посёлок преобразован в город областного подчинения.
Со временем город Рудный вырос в крупный промышленный и культурный центр Костанайской области Казахстана.
Объём промышленного производства за 12 месяцев 2009 года составил 145,6 миллиардов тенге, или 76,1 % от факта прошлого года, что связано в основном со снижением мировых цен на продукцию металлургии.
За отчётный период объём производства градообразующего предприятия АО «ССГПО» составил 128,3 миллиона тенге.
Завод «Казогнеупор», ТОО "ТРАНСРЕМВАГОН», ТОО «Лидер-2» — производство алкогольной продукции, фирмой «Арасан» — безалкогольных напитков, «Сарыбай», «Иргиз», завод металлоконструкций «Имсталькон», «ДОК-мебель», «Кожевенный завод», ТОО «АзияСтройОптТорг» — проектирование и монтаж систем автоматики и телемеханики на железных дорогах.
В 2008 году в Рудном была открыта мечеть, а уже в январе 2012 года в Рудном открыли Собор Святого Иоанна Богослова.

## Новый генеральный план
Дата составления: 2014 год.
Срок действия: до 2046 года.
Планируемая численность населения на 2046 год: 180—200 тысяч человек.
В ходе реализации данного плана будет расширена территория города и изменено административно-территориальное деление.

### Район Восточный
Данный район охватит старый город между логом и восточной границей города. В районе предусмотрена модернизация существующих объектов, строительство двух новых школ и 6 детских садов, восстановление стадиона и спортивных площадок. Проспект Космонавтов будет продолжен мостом в правобережный район. Также в этом районе разместится новый тубдиспансер. А на территории археологического памятника «Алексеевская стоянка» будет организован музей под открытым небом.

### Район Центральный
Данный район расположен между двумя логами. В районе появится 6 новых детских садов и новый центр УПК. В медгородке появится новая станция скорой помощи и женский кризисный центр. В границах проспекта Ленина, ул. 50 лет Октября и проспекта Комсомольского появятся торгово-развлекательный центр, рынок, административные здания, гостиницы, бизнес-центр, дворец торжеств. по улице Горняков в парковой зоне разместится крупный спортивно-оздоровительный комплекс с стадионом, бассейном, аквапарк и теннисный корт.

### Район Западный
Между западной границей города, которая легла вдоль объездной дороги и западным логом. В данном районе будет продолжена организация усадебной застройки. В районе будет три школы и 7 детских садов.

### Район Юбилейный
Образуется на свободной территории между селом Юбилейным и западным районом. Район будет застроен частными домами. В районе будет размещен общеобразовательный комплекс и объекты первичного обслуживания населения.

### Район Правобережный
Район раскинется на свободной территории противоположного берега Тобола. Сёла Сергеевка и Балыкты войдут в городскую черту Рудного. На берегу озера Балыкты будет создана зона массового отдыха горожан. Центром района станет набережная Тобола, на которой будут кинотеатры и развлекательные центры. Связь правобережного района с другими районами города будет представлена тремя новыми мостами: один будет продолжением проспекта Космонавтов, второй — ул. 50 лет Октября и третий — продолжение объездной дороги, кроме того для проезда в правобережный район останется открытой плотина в районе села Сергеевка (по которой ныне осуществляется связь села с городом), а также мост, расположенный в районе СО № 3. То есть в район можно будет попасть по пяти мостам. На окраинах района будет организован частный сектор, также в районе будут общественные здания и многоэтажная застройка.

## Административное деление

### Населённые пункты, находящиеся в административном подчинении города Рудного
- Город Рудный.
- Посёлок Качар.
- Посёлок Горняцкий.
- Посёлок Станция Железорудная.
- Село Перцевка.
- Посёлок ХПП.
- Посёлок ФЗО.

### Административно-территориальное деление города Рудного по состоянию на 2016 год
Город Рудный делится на 2 части: Старый город и Новый город.
Старый город делится на кварталы, а Новый город делится на ряд микрорайонов.

## Население
Национальный состав населения городской администрации (на начало 2023 года):
- русские — 55 501 (44,80 %)
- казахи — 45 022 чел. (36,34 %)
- украинцы — 10 549 чел. (8,51 %)
- татары — 2621 чел. (2,12 %)
- немцы — 3733 чел. (3,01 %)
- белорусы — 2065 чел. (1,67 %)
- башкиры — 683 чел. (0,55 %)
- корейцы — 318 чел. (0,26 %)
- армяне — 206 чел. (0,17 %)
- азербайджанцы — 278 чел. (0,22 %)
- мордва — 268 чел. (0,22 %)
- поляки — 212 чел. (0,17 %)
- узбеки — 212 чел. (0,17 %)
- молдаване — 249 чел. (0,20 %)
- каракалпаки — 200 чел. (0,16 %)
- другие — 1774 чел. (1,43 %)
- Всего — 123 891 чел. (100,00 %)

## Рудненская городская администрация

### Состав
В состав администрации города Рудного на 2016 год входят следующие населённые пункты:
- город Рудный.
- посёлок городского типа Качар.
- село Сергеевка.
- село Константиновка.
- село Береговое.

### Численность населения
Суммарная численность населения агломерации составляет 132273 чел.

### Транспорт и связь внутри агломерации
Территория рудненской администрации связана общей системой общественного транспорта.

## Улично-дорожная сеть Рудного

### История улично-дорожной сети
Улично-дорожная сеть имеет своеобразную историю: первоначально центральной улицей была Пионерская, которая ныне считается одной из малых улиц старого города. В ходе застройки города сформировалась современная улично-дорожная система.

### Главные улицы
Главных улиц в городе несколько: проспект Ленина, Комсомольский проспект, 50 лет Октября, Сандригайло, Качарская, Павла Корчагина, Парковая, 40 лет Октября, Топоркова и Транспортная.

## Железнодорожный транспорт
Железнодорожный пассажирский транспорт в Рудном развит крайне слабо. Через станцию "Железорудная" проходят следующие поезда:
- Костанай — Аркалык,
- Аркалык — Костанай,
- Костанай — Алматы,
- Алматы — Костанай,
- Астана — Уральск,
- Уральск — Астана,
- Астана — Атырау,
- Атырау — Астана,
- Костанай — Житикара,
- Житикара — Костанай.

## Городской автовокзал

### История
Первый автовокзал был открыт в Рудном в 60-х годах XX века и находился в районе нынешнего стадиона «Строитель», ныне сохранилось пустующее здание данного автовокзала. Позже было построено современное здание автовокзала. Которое в данное время не эксплуатируется.

### География перевозок
С Рудненского автовокзала отправляются международные рейсы:
- Рудный — Челябинск через Троицк, Южноуральск;
- Рудный — Екатеринбург через Троицк, Южноуральск, Челябинск;
- Рудный — Магнитогорск через Троицк, Степное;
- Костанай — Рудный — Магнитогорск через Варну, Чесму, Фершампенуаз;
- Лисаковск — Магнитогорск через Троицк, Чесму, Фершампенуаз;
- Рудный — Курган через Костанай, Боровское, вериноголовское, Глядинское;
- Лисаковск — Тюмень через Кустанай, Боровское, Курган.

Межобластные рейсы рудненского автовокзала:
- Рудный — Караганда (данный рейс имеет наибольшую протяженность) через Костанай, Сарыколь, Новоишимский, Кокшетау, Щучинск, Астану, Темиртау.
- Рудный — Астана через Костанай, Аулиеколь, Есиль, Атбасар.
- Рудный — Петропавловск через Костанай, Боровское, Узунколь, Троебратное, Пресновку, Мамлютку.
- Рудный — Петропавловск через Костанай, Сарыколь, Новоишимский, Сергеевку.
- Костанай — Актобе через Тобол, Лисаковск, Денисовку, Житикару, Адаевку, Комсомольское, Карабутак, Хромтау.

Внутриобластные рейсы:
- Рудный — Костанай.
- Рудный — Боровское через Костанай, Молокановку, Владимировку, Сормовку.
- Рудный — Новопавловка через Костанай, Аулиеколь, Кушмурун.

Также большое количество проходящих рейсов в Лисаковск, Житикару и т. д.
Пригородные рейсы (внутри рудненской городской агломерации):
- Рудный — Качар.
- Рудный — Нагорное.
- Рудный — Белозерка.
- Рудный — Перцевка.

## Городской общественный транспорт
На октябрь 2016 года на маршрутах города работают 3 фирмы-перевозчика:
- ТОО «Рудныйавтотранс».
- ТОО «Транс-Экспресс-Сервис».
- ТОО «Первые пассажирские перевозки»

Ранее в Рудном работало около 6 перевозчиков и существовал муниципальный автопарк.

## Образование

### Школы
Общеобразовательные школы:
В Рудном 13 общеобразовательных школ, из них 3 школы с казахским языком обучения, 1 начальная школа и 1 кадетская школа.
Кроме общеобразовательных школ в Рудном имеется 5 гимназии и 1 лицей:
- Гимназия № 2.
- Гимназия № 5.
- Школа-гимназия № 10.
- Гимназия № 21.
- Школа-гимназия № 7 им. Б. Майлина.
- Школа-лицей № 4.

### Средне-специальные учебные заведения
- Рудненский политехнический колледж.
- Рудненский колледж строительства и транспорта.
- Рудненский социально-гуманитарный колледж имени И. Алтынсарина.
- Рудненский колледж технологии и сервиса.
- Рудненский горно-технологический колледж.
- Рудненский музыкальный колледж.

### Высшие учебные заведения
- Рудненский индустриальный университет (с ноября 2023 года)

## Главы города
Список глав города

### Первые секретари городского комитета партии
1. Усов, Фёдор Михайлович 1963—1967
2. Герасимов, Федор Петрович 1968—1970
3. Данилов, Валентин Иванович 1970—1979
4. Асатов, Болатай Каримович 1979—1988
5. Мужилевский, Борис Данилович 1988—1991

### Председатель горисполкома
1. Адибеков, Эдуард Хачатурович 1966—1972
2. Шкурина, Августина Порфирьевна 1972—1975
3. Плотников, Анатолий Максимович 1975—1981
4. Срибненко, Борис Леонтьевич 1981—1985
5. Корнев, Василий Евсеевич 1985—1987
6. Калошин, Александр Александрович 1988—1990

### Акимы
1. Тукенов, Сакен Макенович (12 февраля 1992 — 8 марта 1999 года)
2. Бибин, Евгений Алексеевич (8 марта 1999 года — 20 октября 2000)
3. Зуев, Анатолий Прокопьевич (20 октября 2000 года — 30 апреля 2004 года)
4. Денинг, Николай Яковлевич (30 апрель 2004 года — 12 июнь 2011 года)
5. Гаязов, Бахытжан Темирович (с 13 июня 2011 года — 29 сентября 2020 года)[6][7]
6. Испергенов, Куандык Хайдарович (5 октября 2020 — 6 февраля 2023)[8]
7. Ионенко, Виктор Николаевич (исполняющий обязанности) (с 6 февраля 2023)[1]

## Религия
В городе Рудном распространены традиционные религии — ислам и христианство. Имеется городская мечеть — «Нур», построенная в 2008 году. Также с 2004 года действуют римско-католическая церковь — Приход св. о. Пио из Пьетрельчины расположенная по адресу ул. Пушкина 66, православные храмы: «Рудненский Богоявленский храм» и «Рудненский кафедральный собор Иоанна Богослова», Дом молитвы церкви евангельских христиан-баптистов.

## Города-побратимы
- Южноуральск, Челябинская область, Российская Федерация
- Новополоцк, Витебская область, Белоруссия
- Плоцк, Мазовецкое воеводство, Польша